# Distrito electoral de Logan (condado de Pierce, Nebraska)
Logan (en inglés: Logan Precinct) es un distrito electoral ubicado en el condado de Pierce en el estado estadounidense de Nebraska. En el Censo de 2010 tenía una población de 164 habitantes y una densidad poblacional de 1,77 personas por km².

## Geografía
Logan se encuentra ubicado en las coordenadas 42°18′2″N 97°32′18″O / 42.30056, -97.53833. Según la Oficina del Censo de los Estados Unidos, Logan tiene una superficie total de 92.52 km², de la cual 92.46 km² corresponden a tierra firme y (0.06%) 0.06 km² es agua.

## Demografía
Según el censo de 2010, había 164 personas residiendo en Logan. La densidad de población era de 1,77 hab./km². De los 164 habitantes, Logan estaba compuesto por el 99.39% blancos, el 0% eran afroamericanos, el 0% eran amerindios, el 0% eran asiáticos, el 0% eran isleños del Pacífico, el 0% eran de otras razas y el 0.61% pertenecían a dos o más razas. Del total de la población el 0% eran hispanos o latinos de cualquier raza.